# Chiesa di Santa Maria Nuova (Perugia)
La chiesa di Santa Maria Nuova si trova a Perugia in via Pinturicchio, nel rione di Porta Sole ed è una chiesa parrocchiale risalente al XIII secolo.

## Storia
Sul luogo dove oggi sorge la chiesa vi era un complesso monastico benedettino già documentato nel 1285. Il convento incominciava a sinistra, verso la salita di Porta Sole, al centro vi era la chiesa, orientata diversamente rispetto all'attuale e a destra riprendeva la muraglia del convento, che terminava con un secondo portale, sormontato da un campanile a vela o da un sovraccorpo destinato al guardiano, che costituiva l'accesso al chiostro e al convento medesimo. Di questo periodo gotico la chiesa conserva esternamente, sul fianco sinistro, un portale e due arcate ogivali.
Nel 1372 Matteo di Giovannello Gattaponi costruì la cittadella di Porta Sole (la prima fortezza costruita a Perugia non per scopi difensivi ma per il dominio sulla città, voluta dal legato pontificio Abate del Monmaggiore di Cluny), la chiesa e il convento preesistenti subirono gravi danni, per i quali i monaci dovettero cercare un'altra sede. Nel 1375 a seguito della sommossa popolare la fortezza venne demolita e furono eseguiti i restauri sul complesso monastico. I lavori vennero ripresi in forma più ampia nel 1404, quando i Silvestrini presero dimora nel convento. In tale occasione la chiesa fu modificata nell'orientamento: al transetto, rimasto lo stesso, furono aggiunte tre navate, un'abside eptagona, affiancata da due cappelle laterali a pianta quadrata, e un'ampia sacrestia.
Nel XV secolo ulteriori restauri a spese di Andrea Fortebraccio diedero alla chiesa il nome di "Nuova".
Nel 1540, dopo la guerra del sale papa Paolo III fece erigere la Rocca Paolina, rendendo necessario lo spostamento dei padri serviti dalla chiesa di Santa Maria dei Servi, sul Colle Landone, che venne demolita, alla chiesa di Santa Maria Nuova. I Silvestrini invece si spostarono presso la chiesa di San Fortunato. I Serviti trasferirono nella nuova destinazione molte opere d'arte tra cui gli stalli del coro e trasportarono le colonne del chiostro di Santa Maria dei Servi, che furono riutilizzate nel nuovo chiostro a Santa Maria Nuova . Il convento venne ricostruito più ampio, occupando alcuni antichi orti: era composto da numerose celle, un grande refettorio, sale di meditazione e di studio, una biblioteca, la sala capitolare e un grande giardino.
Nel 1568 i piloni della navata centrale della chiesa quattrocentesca, che sorreggevano archi a sesto acuto, vennero inglobati in nuovi pilastri corinzi e il tetto con travi a vista fu rivestito da una grande volta. L’aspetto architettonico che vediamo oggi, di gusto controriformato, è quindi quello che si è configurato dopo l’arrivo dei Serviti. La chiesa così prese l’appellativo di nuova perché fu ricostruita quasi per intero con l'aggiunta del portale e della scala a due rampe con fontana.
Nel secolo successivo fu eretto il campanile (1644) forse su precedente disegno di Galeazzo Alessi.
Durante la Campagna napoleonica del 1797 furono requisite molte opere d'arte, alcune delle quali non tornarono più alla chiesa, molte altre furono demaniate dopo l'Unità d'Italia.
Attualmente la chiesa fa parte della Parrocchia S. Andrea e S. Lucia. Il complesso monastico di proprietà ecclesiastica è adibito a residenze private, mentre la ex Sala Capitolare ,  ristrutturata recentemente, è adibita a sala per convegni ed eventi; ci si accede dal chiostro al civico n. 87 di via Pinturicchio.

## Descrizione
L'interno della chiesa è a tre navate ed è in gran parte di stile tardo-rinascimentale. Della precedente struttura gotica restano visibili l'abside centrale eptagona e le cappelle di testata delle navate minori.
L'arredo oggi presente è costituito da ciò che resta del ricchissimo patrimonio artistico in essa conservato fino agli inizi del XVII sec. ; i servi di Maria vi avevano trasferito numerose e notevolissime opere della loro chiesa primitiva sul colle Landone, distrutta per lasciare spazio alla Rocca Paolina
Navata destra
Incominciando il percorso da destra si incontra l’altare del Crocifisso con il prospetto in marmo di Vincenzo Roscino del XVII secolo, una porta immette nell'oratorio della confraternita del Crocefisso, le volte sono decorate da finte architetture prospettiche di Pietro Carattoli (vedi fondo pagina). 
Sul secondo altare della navata destra è collocato il gonfalone dipinto da Benedetto Bonfigli per l'altare della Confraternita di San Benedetto. Come altri gonfaloni aveva lo scopo di esorcizzare la peste. Raffigura il Cristo giudice con un manto di broccato, circondato da angeli che portano gli strumenti della passione.  Come Zeus è irato e lancia saette contro gli uomini, che stanno a simboleggiare peste-carestia e guerra, mentre la Vergine e sotto i Santi Benedetto, Scolastica e il Beato Paolo Bigazzini (di memoria Silvestrina) implorano pietà per il popolo. In basso è rappresentata la città con torri; un angelo scaccia la morte che incombe sul popolo. L'altare successivo ospitava una pala di Andrea d’Assisi, detto l'Ingegno, di cui non si hanno più notizie.
In corrispondenza dei primi due pilastri della navata vi è il baldacchino di XVI secolo, mentre entrando nella crociera si nota subito un'altra opera notevole: il seicentesco altare della “Compagnia degli Ultramontani” o “Societas Teutonorum et Gallicorum'' (comunità di francesi e tedeschi presenti in città che seppelliva qui i propri defunti deceduti in città). È per questo motivo che nelle nicchie laterali ci sono due sculture che raffigurano San Luigi di Francia, a destra e Sant'Erico di Germania, a sinistra di fabbricazione rispettivamente francese e tedesca.
Abside e transetto
La zona absidale conserva tracce della primitiva chiesa gotica, sia a livello strutturale sia decorativo. Nella cappella absidale destra troviamo il sarcofago in legno di Braccio I Baglioni, rivestito di broccato risalente al 1479, proveniente dalla chiesa di S.M. dei Servi, e affreschi del XIV secolo. L'abside gotica eptagonale con volte a vela costolonate, conserva uno splendido coro ligneo intagliato proveniente anche esso dalla distrutta chiesa di Santa Maria dei Servi. È il più antico della città, di gusto gotico internazionale, intagliato dagli scultori marchigiani (1456) Paolino da Ascoli e Giovanni da Montelparo.
Nel 1961, nella cappella absidale in fondo alla navata sinistra, sono stati rinvenuti importanti affreschi del XV secolo, attribuiti a Lazzaro Vasari, bisavolo del noto scrittore e artista, che rappresentano una Crocifissione e i fatti della vita di Santa Caterina. L’altare del transetto sinistro ospita la pala di Francesco Appiani del 1740: La Vergine in Gloria con S. Giovanni Battista, S. Filippo Neri e S. Filippo Benzi. L’opera sostituisce il Gonfalone di Nicolò Liberatore detto l’Alunno (1466), oggi nella Galleria Nazionale.
Navata sinistra
La cappellina, a sinistra della porta d’ingresso, con stucchi manieristici ha un frammento di affresco di scuola peruginesca (XV secolo) che raffigura La Madonna delle Grazie. Nella nicchia all’inizio della navata è un affresco di Silla Piccinini (XVII secolo), detto anche Scilla Pecennini, che rappresenta la Vergine tra i Santi Antonio Abbate e Filippo Benzi. 
Segue l’altare riccamente decorato detto della Madonna, che accoglie una Madonna con Bambino e S. Giovannino, attribuita a Girolamo Siciolante da Sermoneta (XVI secolo). Segue l’altare dei sette fondatori dell’Ordine dei Servi di Maria dove ora si trova la copia dal Perugino eseguita da Giuseppe Carattoli (XIX secolo) raffigurante la Madonna tra i Santi Girolamo e Francesco del Perugino (l’originale fu venduto ai Della Penna e oggi è nella Galleria Nazionale di Londra). Segue l’Altare di San Pellegrino con la tela di Francesco Appiani (XVIII secolo) che rappresenta Gesù che staccandosi dalla Croce si avvicina a S. Pellegrino e a S. Giuliana Falconieri.
Navata maggiore e controfacciata
Alle pareti della navata maggiore, nei pilastri e negli intradossi degli archi, affreschi di artisti locali eseguiti a cavallo del XVII-XVIII secolo: Giovanni Francesco Bassotti, Stefano Amadei, Giovanni Battista Mazzi e Francesco Appiani.
La controfacciata è occupata da un grande organo eseguito nel 1584 da Marco Pace e Luca Blasi, poi dorato e dipinto nel 1612 da Matteuccio Salvucci.
Le decorazioni della navata centrale, dei pilastri e degli intradossi degli archi sono opera di Giovan Francesco Bassotti, Stefano Amadei, Giovanbattista Mazzi e Francesco Appiani.
Opere migrate e/o musealizzate
Santa Maria Nuova ospitò fino al secolo scorso tre importanti opere di Pietro Perugino, provenienti dalla Chiesa di Santa Maria dei Servi. Le prime due sono oggi conservate nella Galleria Nazionale dell’Umbria. La prima è L’Adorazione dei magi (opera giovanile post scuola Verrocchio), reqisita dai commissari napoleonici nel 1812,  fu trasportata in Campidoglio a Roma nel 1813, restituita nel 1817, ricollocata nella chiesa nel 1820, e resa demaniale nel 1863. La seconda è la Pala Signorelli (dal nome della committente), eseguita nel 1517 per la patrizia perugina Andreana Signorelli .  La terza opera del Perugino è la Madonna con il Bambino tra i Santi Girolamo e Francesco, commissionata nel 1507 dagli eredi di Giovanni Schiavone per la propria cappella nella chiesa di Santa Maria dei Servi, fu poi comprata dalla famiglia Della Penna nel 1821 e sostituita in loco con la copia eseguita dal Carattoli. Nel 1879 pervenne alla National Gallery di Londra dove tuttora si trova.
Il Gonfalone dei Legisti (1466) di Niccolò di Liberatore detto l’Alunno, il Polittico dei Silvestrini  di Fiorenzo di Lorenzo, oggi sono conservate nella Galleria Nazionale dell’Umbria. La pala dei Quattro Santi Coronati di Giannicola di Paolo, a seguito delle spoliazioni napoleoniche, è ora al Museo del Louvre, mentre la predella di questa è nella Galleria Nazionale dell’Umbria.

## Oratorio della Confraternita del Crocifisso
All'Oratorio della Confraternita del Crocefisso si può accedere da dentro alla chiesa, dall’altare del Crocifisso; un tempo vi si poteva accedere anche dal civico n. 87 di via Pinturicchio. La volta è decorata con finte architetture da Pietro Carrattoli; al centro è La gloria della Croce di Antonio M. Garbi (1750). L'altare eseguito su progetto di Valentino Martelli (1593) ospita la splendida Deposizione di Felice Pellegrini del 1593, copia della celebre Deposizione di Senigallia  di Federico Barocci, ma di dimensioni maggiori rispetto all’originale. La critica recente riconosce all’opera oltre alla elevata qualità, anche una certa autonomia dall’originale. La Confraternita commissionò il dipinto inizialmente al Barocci, ma, complice il maestro, fu eseguito dal Pellegrini perché meno oneroso e più rapido. Il Pellegrini racconta che il Barocci stesso non distingueva le sue opere da quelle del Pellegrini tanto erano perfette.